# アーカンソー州会議事堂
アーカンソー州会議事堂（Arkansas State Capitol Building、アーカンソーしゅうかいぎじどう）は、アメリカ合衆国アーカンソー州の州都リトルロックに立地する同州議会の議事堂。アーカンソー州議会の上下両院の議場のほか、州知事室が置かれている。地元アーカンソー産の石灰石を用いて造られたこの新古典主義建築様式の庁舎は1899年に建設が始まり、16年の歳月と220万ドル（当時）の費用を費やして1915年に完成した。議事堂の敷地内には南軍兵士のモニュメント、「自由の鐘」のレプリカ、ベトナム戦争退役軍人記念碑、リトルロック・ナインの記念碑など、州の歴史を物語るモニュメントや記念碑がいくつも置かれている。
1899年、セントルイスの建築家ジョージ・R・マンはアーカンソー州知事ダニエル・ウェブスター・ジョーンズのもとを訪れ、まだ完成していなかったモンタナ州会議事堂の、公募を勝ち抜いた想定画を提出した。新庁舎に対する関心を高めるため、これらのスケッチは旧州会議事堂の壁に飾られた。この想定画の魅力によって新庁舎建設の法案はたやすく通り、また建築家に対する関心も高まった。やがてマンは後の州知事ジョージ・ワシントン・ドナゲイを含む7人の委員会によって、新庁舎の設計担当に選ばれた。当初、ドナゲイはマンの選出に反対し、全米からの公募を推していたが、残りの委員はマンを推した。